# Keratoisis grayi
Keratoisis grayi is een zachte koraalsoort uit de familie Isididae. De koraalsoort komt uit het geslacht Keratoisis. Keratoisis grayi werd in 1869 voor het eerst wetenschappelijk beschreven door Wright. 